# Bodo (diacono)
Bodo (814 circa – 876), noto come Eleazaro dopo la sua conversione, fu un diacono franco di origine alemanna alla corte dell'imperatore Ludovico il Pio, che causò un noto caso di apostasia nell'Europa del suo tempo, divenendo di religione ebraica.

## Biografia
Nel suo periodo cristiano, Bodo (o Puoto) visse come un nobile diacono di palazzo alla corte di Ludovico il Pio. Di origine alemanna, si dice che sia stato educato come cristiano fin dall'infanzia e preparato alla vita di corte. Ricevette anche un'istruzione in varie scienze.
All'inizio dell'838, Bodo chiese il permesso di imbarcarsi per un pellegrinaggio a Roma, ma rispettò l'itinerario probabilmente fino alla Gallia meridionale, per poi recarsi invece nella Spagna musulmana, dove si convertì all'ebraismo. Durante il pellegrinaggio avrebbe venduto i suoi compagni come schiavi ai musulmani, ad eccezione del nipote, che avrebbe costretto a convertirsi. La sua conversione fu considerata come un rifiuto della cultura carolingia, oltre che della fede cristiana, anche se non si sa se avvenne durante il tragitto e poi si trasferì a Saragozza (come sostenuto da Prudezio) o se o se fece questo passo nella comunità ebraica di Saragozza (secondo Amulo di Lione nella sua opera polemica Liber contra Judaeos).
Prese il nome ebraico di Eleazaro, si fece circoncidere e sposò una donna ebrea. Nell'839, Bodo si trasferì a Saragozza, dove incitò il governo del califfato di Cordoba e il popolo a perseguitare i cristiani spagnoli. Léon Poliakov sostiene che questa conversione è una prova dell'alta considerazione di cui godevano gli ebrei nella Francia carolingia. L'ex chierico cambiò anche aspetto, allungando i capelli, facendosi crescere la barba e vestendo abiti militari. "Per perfezionare la sua trasformazione, indossò anche una cintura di spada, che può essere vista come una testimonianza dell'abilità militare degli ebrei del suo tempo".
Fu ulteriormente istruito nella fede ebraica dagli studiosi della comunità di Saragozza. Amulo di Lione scrive che Bodo/Eleazaro ruppe completamente con il suo passato cristiano, negò la natura divina di Cristo, profanò il battesimo, derise Cristo e la sua Chiesa e sedette quotidianamente nella "sinagoga di Satana".

### Corrispondenza con Alvaro
Nell'840 Bodo iniziò una corrispondenza con un intellettuale cristiano, Pablo Alvaro di Cordova, anch'egli nella Spagna musulmana. Alvaro era nato in una famiglia cristiana, ma con radici ebraiche. Poiché Bodo e Alvaro condividevano l'interesse per l'ebraismo, iniziarono un dialogo per cercare di convincersi reciprocamente a cambiare fede. Alcune delle loro lettere sono state conservate.
La fonte della seguente lettera è controversa, ma è attribuita a Bodo:
(Alan D. Corré, The Bishop's Letter, Università del Wisconsin–Milwaukee.)
Come già detto, ciascuno dei due tentò senza successo di riportare l'altro alla sua fede originaria. Il tono è inizialmente amichevole: Alvaro indirizza la prima lettera al "mio caro" Eleasar, che a sua volta chiama Alvaro "buon uomo". In seguito, entrambe le parti ricorsero agli insulti: Bodo/Eleazaro dichiarò di essersi allontanato da una religione "riprovevole, miserabile, mendace, maledetta, orribile, spregevole e abominevole"; Alvaro chiamò Eleazaro "nemico di Dio, trasgressore della legge divina", dicendo che aveva violato il diritto canonico e rubato cose sacre.
La corrispondenza è sopravvissuta solo in una copia dell'XI secolo, sebbene le lettere di Eleazaro siano state pesantemente abbreviate e anche cancellate nel XIII secolo. La perdita di testo è parzialmente compensata dal fatto che Álvaro cita ampiamente il suo avversario. Il manoscritto è ora conservato nell'archivio della cattedrale di Córdoba.
Per quanto riguarda lo stato di conservazione delle lettere, Eleazaro parlava correntemente il latino e citava Beda il Venerabile e Isidoro di Siviglia. Nei suoi commenti beffardi su Gesù e Maria, Eleazaro era influenzato dal Toledot Yesu. La strategia di Alvaro consisteva nell'attaccare la condizione di inferiorità di Eleazaro in quanto convertito. Egli aveva solo una conoscenza superficiale della sua nuova religione: "Perché questo argomento non è mai stato sollevato contro di noi prima? ... Forse tu, più gallo e latino che ebreo, hai capito ciò che prima era era nascosto ai capi della sinagoga, e un latino trova negli scritti ebraici più di un ebreo". Nello stile di Paolo di Tarso, Alvaro si descriveva come un vero ebreo, al quale venivano attribuite le promesse dei profeti, mentre Bodo/Eleazaro si limitava ad appropriarsi di questi testi. Un argomento di controversia fu l'antropomorfismo della Bibbia ebraica: Bodo/Eleazaro sosteneva che "Dio scrisse la legge con il suo dito [cfr. Es 31,18 EU]. Paolo Alvarez rispose che Dio non era in forma umana e che il "dito di Dio" doveva essere inteso come una metafora dello Spirito Santo". Alvaro ha sottolineato la situazione di sofferenza degli ebrei nel presente, che Eleazaro ha invalidato ricordando l'esilio babilonese: Dio aveva già ribaltato la sorte del suo popolo una volta, e poteva farlo di nuovo - qui Eleazaro ha citato a lungo Ez 36-37. Lo splendido aspetto delle chiese era una cosa puramente esteriore e materiale, come i templi dei greci e dei romani erano caduti in rovina, così lo sarebbero stati gli edifici ecclesiastici.

### Vita successiva
Secondo Prudenzio, Bodo/Eleazaro fece pressioni sui governanti musulmani di Spagna affinché costringessero i loro sudditi cristiani a convertirsi all'ebraismo o all'Islam. I cristiani spagnoli chiesero allora aiuto al sovrano dei Franchi Occidentali Carlo il Calvo e chiesero il ritorno di Bodo/Eleazaro nel regno franco. Prudenzio aumenta così la caratterizzazione negativa del convertito Bodo/Eleazaro, che appare sempre più diabolico nel corso del tempo: "Agli occhi degli autori cristiani, un ex cristiano mutò in un mostro che esigeva il sangue di cristiani innocenti".
Se questo episodio è storico, sarebbe da datare all'847. Non ci sono informazioni sulla vita successiva di Bodo/Eleazaro.